# Nazionale maschile di calcio della Giordania
La nazionale di calcio della Giordania (المنتخب الوطني الأردني لكرة القدم) è la rappresentativa calcistica nazionale della Giordania, posta sotto l'egida della Federazione calcistica della Giordania ed affiliata all'AFC.
Si è qualificata per la prima volta alla fase finale della Coppa d'Asia nel 2004 e si è qualificata per la prima volta nella storia anche al mondiale United 2026; il suo miglior piazzamento in Coppa d'Asia è il secondo posto, raggiunto nel 2023. Ai Giochi panarabi vanta due medaglie d'oro, vinte nel 1997 a Beirut, in Libano, e nel 1999 in casa, ad Amman. Si è classificata per tre volte seconda al campionato di calcio della federazione calcistica dell'Asia occidentale, che ha ospitato nel 2000, nel 2007 e nel 2010. Ha inoltre ospitato una Coppa araba, nel 1988, e i Giochi Panarabi del 1999.
Nella classifica mondiale della FIFA la Giordania vanta quale miglior piazzamento il 37º posto dell'agosto 2004, mentre il peggiore piazzamento è il 152º posto, occupato nel luglio 1996. Occupa il 68º posto della graduatoria.

## Storia
La Federazione calcistica della Giordania fu fondata nel 1949. La nazionale giordana di calcio esordì il 1º agosto 1953 in Egitto, perdendo per 3-1 contro la Siria. La locale federcalcio si affiliò alla FIFA nel 1958 e alla AFC nel 1974.
La Giordania debuttò nelle qualificazioni mondiali nelle eliminatorie del campionato del mondo 1986.
Sotto la guida del primo commissario tecnico giordano della storia della nazionale, Mohammad Awad, alla guida della squadra dal 1992 al 1999, vinse il Torneo internazionale di Giordania nel 1992 e due edizioni consecutive dei Giochi panarabi, nel 1997 a Beirut e nel 1999 ad Amman.
Sotto la guida del CT serbo Branko Smiljanić fece ulteriori progressi, ottenendo risultati di rilievo al primo turno delle qualificazioni AFC al campionato del mondo 2002 (anche se la squadra non ebbe accesso al turno successivo) e la semifinale della Coppa araba 2002, per poi classificarsi quarta e seconda alle rispettive edizioni del 2000 e del 2004 del Campionato di calcio della Federazione calcistica dell'Asia occidentale.
Il successore, l'egiziano Mahmoud El-Gohary, qualificò la Giordania alla fase finale della Coppa d'Asia per la prima volta nella sua storia, in vista dell'edizione del 2004 in Cina, dove i giordani pareggiarono a reti inviolate contro la Corea del Sud e gli Emirati Arabi Uniti, per poi ottenere una fondamentale vittoria per 2-0 contro il Kuwait che permise di raggiungere i quarti di finale. Qui i giordani furono sconfitti ai tiri di rigore dal Giappone (1-1 dopo i tempi supplementari). Nell'agosto 2004 la squadra si issò al 37º posto della classifica mondiale della FIFA, facendo registrare il proprio miglior piazzamento di sempre nella graduatoria.
Malgrado i buoni risultati ottenuti al primo turno delle eliminatorie AFC del campionato del mondo 2006, la Giordania non si qualificò per il mondiale tedesco. Al campionato di calcio della Federazione calcistica dell'Asia occidentale del 2004 si piazzò terza e nell'edizione del 2007 fu semifinalista.
El-Gohary si ritirò dall'attività di allenatore dopo aver guidato la Giordania in cinque delle sei partite di qualificazione alla Coppa d'Asia 2007. A El-Gohary subentrò il portoghese Nelo Vingada, ma la squadra fallì, sebbene per un soffio, la qualificazione al massimo torneo continentale. Dopo il secondo posto al campionato della Federazione calcistica dell'Asia occidentale del 2008, dal gennaio 2009 la Giordania fu impegnata nelle qualificazioni alla Coppa d'Asia 2011. L'inizio negativo della campagna di qualificazione provocò l'esonero del CT lusitano, sostituito, dopo due partite, dall'iracheno Adnan Hamad.
Sotto la guida di Hamad la Giordania ottenne la qualificazione alla Coppa d'Asia 2011 e ospitò, nel settembre 2010, il campionato della Federazione calcistica dell'Asia occidentale, dove la squadra uscì nella fase a gironi. Alla Coppa d'Asia 2011 la Giordania confermò comunque i progressi degli anni precedenti, riuscendo a superare la fase a gironi grazie al pareggio per 1-1 contro il Giappone e alle vittorie per 1-0 contro l'Arabia Saudita e, nonostante l'iniziale svantaggio, per 2-1 contro la Siria. Ai quarti di finale fu eliminata dall'Uzbekistan, vittorioso per 2-1.
Il 23 luglio 2011 la Giordania ottenne la sua più larga vittoria, battendo per 9-0 il Nepal in una gara valida per la qualificazione al campionato del mondo 2014.
Dopo il secondo posto ai Giochi panarabi del 2011 a Doha, la crescita del calcio giordano fu confermata ulteriormente nel 2012 da una prestigiosa vittoria ottenuta l'11 settembre in casa contro la più titolata Australia, sconfitta per 2-1. Al fischio finale furono anche sparati fuochi d'artificio nei pressi dello stadio. La partita era valida per la fase finale delle qualificazioni al campionato del mondo 2014. La nazionale giordana guadagnò il terzo posto in uno dei gironi di ultimo turno delle qualificazioni AFC al mondiale brasiliano. Per le ultime partite del girone il ruolo di CT passò all'egiziano Hossam Hassan, che nello spareggio continentale per l'accesso allo spareggio interzona affrontò l'Uzbekistan. Dopo l'1-1 del 6 settembre 2013 ad Amman, il 10 settembre la Giordania ottenne una vittoria per 9-8 ai tiri di rigore a Tashkent dopo l'1-1 dei tempi supplementari. Nel spareggio interzona per l'accesso al mondiale la Giordania fu sconfitta per 0-5 ad Amman dall'Uruguay il 13 novembre 2013, per poi pareggiare per 0-0 a Montevideo una settimana più tardi.
Sotto la guida di Ray Wilkins, nominato CT il 3 settembre 2014, si qualificò alla Coppa d'Asia 2015, dove fu eliminata al termine della prima fase, a causa di due sconfitte contro Iraq (1-0) e Giappone (2-0), che vanificarono la vittoria per 5-1 ottenuta contro la Palestina. A Wilkins, esonerato dopo l'eliminazione, subentrò il belga Paul Put.
Qualificatasi alla Coppa d'Asia 2019, sconfisse nel girone i campioni in carica dell'Australia (1-0) e la Siria (2-0), per poi ottenere il primo posto nel gruppo pareggiando 0-0 contro la Palestina. Agli ottavi di finale fu sorprendentemente eliminata dal Vietnam, vittorioso per 4-2 ai tiri di rigore dopo l'1-1 dei tempi supplementari.
Nel girone di Coppa araba 2021 perse per 4-0 contro il Marocco, ma si piazzò seconda in classifica battendo per 1-0 l'Arabia Saudita e per 5-1 la Palestina, qualificandosi per i quarti di finale, dove l'Egitto si impose per 3-1 ai tempi supplementari.
Qualificatasi alla Coppa d'Asia 2023, nella fase finale del torneo, sotto la guida del marocchino Hussein Ammouta, la Giordania superò il girone vincendo per 4-0 contro la Malaysia e pareggiando per 2-2 con la Corea del Sud, nonostante la sconfitta per 1-0 contro il Bahrein. Risultata tra le migliori terze classificate, agli ottavi di finale eliminò l'Iraq battendolo per 3-2, poi ai quarti di finale estromise dalla competizione il Tagikistan battendolo per 1-0, approdando così alle semifinali, dove compì un'impresa storica battendo la favorita Corea del Sud per 2-0 e raggiungendo per la prima volta la finale. Nell'atto conclusivo del torneo fu battuta per 3-1 dal Qatar padrone di casa.
Durante le qualificazioni per il Mondiale 2026, nel girone G del secondo turno la Giordania supera le eliminatorie come prima classificata, complice la vittoria per 7-0 contro il Pakistan e quella in rimonta per 2-1 contro l'Arabia Saudita. Nel terzo turno la Giordania mantiene alta la sua posizione in classifica, e grazie anche ai pareggi contro rivali ostiche quali Iraq (0-0) e Corea del Sud (1-1), si qualifica per la prima volta nella storia alla Coppa del Mondo con una giornata di anticipo sconfiggendo l'Oman 3-0.

## Commissari tecnici
Fonte: RSSSF.
- Shehadeh Mousa (1963-1964)
- Miklós Vadas (1966-1967)
- George Skinner (1968-1969)
- Shehadeh Mousa (1971-1972)
- Mohammad Awad (1972-1975)
- Josef Steiger (1975-1976)
- Danny McLennan (1978-1980)
- Mudhar Al-Saeed (1981)
- Tony Banfield (1983)
- Mohammad Awad (1985-1986)
- Edson Tavares (1986-1987)
- Slobodan Ogsananovic (1988-1989)
- Tony Banfield (1989)
- Ezzat Hamza (1992)
- Aleksandr Maksimenkov (1992-1993)
- Ezzat Hamza (1995)
- Mohammad Awad (1997-1998)
- Vukašin Višnjevac (1998)

- Mohammad Awad (1998-2000)
- Branko Smiljanić (2001-2002)
- Mahmoud El-Gohary (2002-2007)
- Nelo Vingada (2007-2009)
- Adnan Hamad (2009-2013)
- Hossam Hassan (2013-2014)
- Ahmed Abdel-Qader (2014)
- Ray Wilkins (2014-2015)
- Ahmed Abdel-Qader (2015)
- Paul Put (2015-2016)
- Abdullah Abu Zema (2016)
- Harry Redknapp (2016)
- Abdullah Abu Zema (2016)
- Abdullah Mesfer (2016-2017)
- Jamal Abu-Abed (2017-2018)
- Vital Borkelmans (2018-2021)
- Adnan Hamad (2021-2023)
- Hussein Ammouta (2023-2024)
- Jamal Sellami (2024-)

## Risultati in Coppa del mondo

### Mondiale
| Anno | Luogo                          | Piazzamento      | V | N | P | Gol |
| ---- | ------------------------------ | ---------------- | - | - | - | --- |
| 1930 | Uruguay                        | Non partecipante | - | - | - | -   |
| 1934 | Italia                         | Non partecipante | - | - | - | -   |
| 1938 | Francia                        | Non partecipante | - | - | - | -   |
| 1950 | Brasile                        | Non partecipante | - | - | - | -   |
| 1954 | Svizzera                       | Non partecipante | - | - | - | -   |
| 1958 | Svezia                         | Non partecipante | - | - | - | -   |
| 1962 | Cile                           | Non partecipante | - | - | - | -   |
| 1966 | Inghilterra                    | Non partecipante | - | - | - | -   |
| 1970 | Messico                        | Non partecipante | - | - | - | -   |
| 1974 | Germania Ovest                 | Non partecipante | - | - | - | -   |
| 1978 | Argentina                      | Non partecipante | - | - | - | -   |
| 1982 | Spagna                         | Non partecipante | - | - | - | -   |
| 1986 | Messico                        | Non qualificata  | - | - | - | -   |
| 1990 | Italia                         | Non qualificata  | - | - | - | -   |
| 1994 | Stati Uniti                    | Non qualificata  | - | - | - | -   |
| 1998 | Francia                        | Non qualificata  | - | - | - | -   |
| 2002 | Corea del Sud / Giappone       | Non qualificata  | - | - | - | -   |
| 2006 | Germania                       | Non qualificata  | - | - | - | -   |
| 2010 | Sudafrica                      | Non qualificata  | - | - | - | -   |
| 2014 | Brasile                        | Non qualificata  | - | - | - | -   |
| 2018 | Russia                         | Non qualificata  | - | - | - | -   |
| 2022 | Qatar                          | Non qualificata  | - | - | - | -   |
| 2026 | Stati Uniti / Canada / Messico | Qualificata      |   |   |   |     |

## Risultati in Coppa d'Asia
| Anno | Luogo                                   | Piazzamento      | V | N | P | Gol  |
| ---- | --------------------------------------- | ---------------- | - | - | - | ---- |
| 1956 | Hong Kong                               | Non partecipante | - | - | - | -    |
| 1960 | Corea del Sud                           | Non partecipante | - | - | - | -    |
| 1964 | Israele                                 | Non partecipante | - | - | - | -    |
| 1968 | Iran                                    | Non partecipante | - | - | - | -    |
| 1972 | Thailandia                              | Non qualificata  | - | - | - | -    |
| 1976 | Iran                                    | Non partecipante | - | - | - | -    |
| 1980 | Kuwait                                  | Non partecipante | - | - | - | -    |
| 1984 | Singapore                               | Non qualificata  | - | - | - | -    |
| 1988 | Qatar                                   | Non qualificata  | - | - | - | -    |
| 1992 | Giappone                                | Non partecipante | - | - | - | -    |
| 1996 | Emirati Arabi Uniti                     | Non qualificata  | - | - | - | -    |
| 2000 | Libano                                  | Non qualificata  | - | - | - | -    |
| 2004 | Cina                                    | Quarti di finale | 1 | 3 | 0 | 3:1  |
| 2007 | Indonesia/ Malaysia Thailandia/ Vietnam | Non qualificata  | - | - | - | -    |
| 2011 | Qatar                                   | Quarti di finale | 2 | 1 | 1 | 5:4  |
| 2015 | Australia                               | Primo turno      | 1 | 0 | 2 | 1:5  |
| 2019 | Emirati Arabi Uniti                     | Ottavi di finale | 2 | 2 | 0 | 4:1  |
| 2023 | Qatar                                   | Secondo posto    | 4 | 1 | 2 | 13:8 |

## Risultati nel Campionato della Federazione calcistica dell'Asia occidentale
- 2000 - 4º posto
- 2002 - 2º posto
- 2004 - 3º posto
- 2007 - Semifinalista
- 2008 - 2º posto
- 2010 - Primo turno
- 2012 - Primo turno
- 2013 - 2º posto
- 2019 - Primo turno

## Rosa attuale
Lista dei giocatori convocati per la Coppa d'Asia 2023.
| N. | Pos. | Giocatore             | Data nascita (età) | Pres. | Reti | Squadra         |
| -- | ---- | --------------------- | ------------------ | ----- | ---- | --------------- |
| 1  | P    | Yazid Abu Layla       | 8 gennaio 1993     | 35    | 0    | Al-Jabalain     |
| 12 | P    | Abdallah Al-Fakhouri  | 22 gennaio 2000    | 11    | 0    | Al-Wehdat       |
| 22 | P    | Ahmad Al-Juaidi       | 9 aprile 2001      | 0     | 0    | Shabab Al-Ordon |
| 2  | D    | Mohammad Abu Hasheesh | 9 maggio 1995      | 26    | 0    | Al-Ahed         |
| 3  | D    | Abdallah Nasib        | 25 febbraio 1994   | 28    | 2    | Al-Hussein      |
| 4  | D    | Bara' Marei           | 15 aprile 1994     | 12    | 0    | Al-Faisaly      |
| 5  | D    | Yazan Al-Arab         | 31 gennaio 1996    | 50    | 1    | Al-Shorta       |
| 16 | D    | Feras Shelbaieh       | 27 novembre 1993   | 33    | 2    | Al-Wehdat       |
| 17 | D    | Salem Al-Ajalin       | 18 febbraio 1988   | 29    | 2    | Al-Faisaly      |
| 19 | D    | Anas Bani Yaseen      | 29 novembre 1988   | 114   | 7    | Al-Faisaly      |
| 23 | D    | Ihsan Haddad          | 5 febbraio 1994    | 69    | 2    | Al-Faisaly      |
| 6  | C    | Mohannad Abu Taha     | 2 febbraio 2003    | 2     | 0    | Al-Wehdat       |
| 7  | C    | Mohammad Abu Zrayq    | 30 dicembre 1997   | 24    | 2    | Al-Ahli         |
| 8  | C    | Noor Al-Rawabdeh      | 24 febbraio 1997   | 42    | 1    | Selangor        |
| 10 | C    | Musa Al-Taamari       | 10 giugno 1997     | 63    | 15   | Montpellier     |
| 13 | C    | Mahmoud Al-Mardi      | 6 ottobre 1993     | 52    | 8    | Al-Hussein      |
| 14 | C    | Rajaei Ayed           | 25 luglio 1993     | 48    | 0    | Al-Hussein      |
| 15 | C    | Ibrahim Sadeh         | 27 aprile 2000     | 26    | 1    | Al-Khor         |
| 18 | C    | Saleh Rateb           | 18 dicembre 1994   | 34    | 0    | Al-Wehdat       |
| 21 | C    | Nizar Al-Rashdan      | 23 marzo 1999      | 14    | 1    | Al-Faisaly      |
| 24 | C    | Youssef Abu Jalbosh   | 15 giugno 1998     | 4     | 0    | Al-Faisaly      |
| 25 | C    | Anas Al-Awadat        | 29 maggio 1998     | 12    | 0    | Al-Wehdat       |
| 26 | C    | Fadi Awad             | 26 marzo 1993      | 5     | 0    | PDRM            |
| 9  | A    | Ali Olwan             | 26 marzo 2000      | 34    | 9    | Al-Shamal       |
| 11 | A    | Yazan Al-Naimat       | 4 giugno 1999      | 35    | 14   | Al-Ahli         |
| 20 | A    | Hamza Al-Dardour      | 12 maggio 1991     | 121   | 35   | Al-Hussein      |

## Record individuali
Statistiche aggiornate al 6 febbraio 2024.
I calciatori in grassetto sono ancora in attività con la maglia della nazionale.

### Record presenze
| Pos. | Giocatore           | Presenze | Reti | Periodo   |
| ---- | ------------------- | -------- | ---- | --------- |
| 1    | Amer Shafi          | 176      | 1    | 2002-2021 |
| 2    | Baha' Abdel-Rahman  | 144      | 6    | 2007-2022 |
| 3    | Amer Deeb           | 130      | 21   | 2002-2014 |
| 4    | Odai Al-Saify       | 118      | 15   | 2007-2023 |
| 5    | Abdallah Deeb       | 115      | 19   | 2007-2016 |
| 6    | Hatem Aqel          | 111      | 10   | 1998-2014 |
| 7    | Anas Bani Yaseen    | 110      | 5    | 2008-oggi |
| 7    | Hamza Al-Dardour    | 110      | 33   | 2011-oggi |
| 9    | Bashar Bani Yaseen  | 101      | 2    | 1999-2012 |
| 9    | Hassouneh Al-Sheikh | 101      | 9    | 1997-2010 |

### Record reti
| Pos. | Giocatore           | Reti | Presenze | Media reti a partita | Periodo   |
| ---- | ------------------- | ---- | -------- | -------------------- | --------- |
| 1    | Hamza Al-Dardour    | 33   | 110      | 0.3                  | 2011-oggi |
| 2    | Hassan Abdel-Fattah | 30   | 88       | 0.34                 | 2004-2015 |
| 3    | Badran Al-Shaqran   | 28   | 61       | 0.46                 | 1997-2006 |
| 4    | Mahmoud Shelbaieh   | 21   | 79       | 0.27                 | 2000-2011 |
| 4    | Amer Deeb           | 21   | 130      | 0.16                 | 2002-2014 |
| 6    | Abdallah Deeb       | 19   | 115      | 0.17                 | 2007-2016 |
| 7    | Mo'ayyad Salim      | 17   | 64       | 0.27                 | 1999-2006 |
| 7    | Ahmad Hayel         | 17   | 70       | 0.24                 | 2005-2015 |
| 9    | Baha Faisal         | 16   | 57       | 0.28                 | 2016-2021 |
| 9    | Musa Al-Taamari     | 16   | 68       | 0.24                 | 2016-oggi |
| 9    | Yazan Al-Naimat     | 16   | 44       | 0.36                 | 2021-oggi |

## Tutte le rose

### Coppa d'Asia
Coppa d'Asia 20041 Shafi, 2 Shehdeh, 3 Saad, 4 Al-Awadat, 5 Matalqa, 6 Bani Yaseen, 8 Al-Sheikh, 9 Shelbaieh, 10 Salim, 11 Al-Zboun, 12 Al-Amaireh, 13 Abu Alieh, 14 Al-Shboul, 16 Ibrahim, 17 Aqel, 18 Zema, 19 Abdel-Fattah, 20 Al-Shaqran, 21 Al-Maharmeh, 22 Al-Tall, 23 Deeb, 24 Ragheb, CT: El-Gohary
Coppa d'Asia 20111 Shafi, 2 Muneer, 3 Suliman, 4 Baha', 5 Al-Dmeiri, 6 Murjan, 7 Deeb, 8 Bashar, 9 Odai, 10 Abu Keshek, 11 Al-Nawateer, 12 Lo'ai, 13 Al-Dardour, 14 Abdallah, 15 Abu Hashhash, 16 Fathi, 17 Hatem, 18 Abdel-Fattah, 19 Anas, 20 Al-Shaqran, 21 Abdel-Halim, 22 Moataz, 23 Hijah, CT: Hamad
Coppa d'Asia 20151 Shafi, 2 Ayed, 3 Khattab, 4 Raja, 5 Mustafa, 6 Al-Saify, 7 Ahmed Sariweh, 8 Murjan, 9 Za'tara, 10 Hayel, 11 Zahran, 12 Yaseen, 13 Bani Attiah, 14 Deeb, 15 Al-Dawud, 16 Amarah, 17 Rateb, 18 Elias, 19 Bani Yaseen, 20 Al-Dardour, 21 Al-Dmeiri, 22 Abdel-Sattar, 23 Al-Rawashdeh, CT: Wilkins
Coppa d'Asia 20191 Shafi, 2 Shelbaieh, 3 Khattab, 4 Abdel-Rahman, 5 Abu Arab, 6 Murjan, 7 Al-Rawashdeh, 8 Al-Samarneh, 9 Faisal, 10 Samir, 11 Al-Bakhit, 12 Abdel-Sattar, 13 Bani Attiah, 14 Ersan, 15 Marei, 16 Rateb, 17 Al-Basha, 18 Al-Taamari, 19 Bani Yaseen, 20 Khadr, 21 Al-Ajalin, 22 Yaseen, 23 Haddad, CT: Borkelmans
Coppa d'Asia 20231 Abu Layla, 2 Abu Hashish, 3 Nasib, 4 Marei, 5 Abu Arab, 6 Abu Taha, 7 Abu Zrayq, 8 Al-Rawabdeh, 9 Olwan, 10 Al-Taamari, 11 Al-Naimat, 12 Al-Fakhouri, 13 Al-Mardi, 14 Ayed, 15 Sadeh, 16 Shelbaieh, 17 Al-Ajalin, 18 Rateb, 19 Bani Yaseen, 20 Al-Dardour, 21 Al-Rashdan, 22 Al-Juaidi, 23 Haddad, 24 Abu Jalbosh, 25 Al-Awadat, 26 Awad, CT: Ammouta